# Campionati mondiali di ginnastica artistica 2014 - Corpo libero maschile
La finale ad attrezzo al corpo libero ai Campionati Mondiali 2014 si è svolta alla Guangxi Gymnasium di Nanning, Cina, l'11 ottobre 2014.

## Podio
| Oro                   | Argento               | Bronzo                 |
| Denis Abljazin Russia | Kenzō Shirai Giappone | Diego Hypólito Brasile |

## Qualificazioni
| Pos. | Ginnasta                 | Totale | Qual. |
| ---- | ------------------------ | ------ | ----- |
| 1    | Denis Abljazin           | 16.066 | Q     |
| 2    | Kenzō Shirai             | 16.033 | Q     |
| 3    | Diego Hypólito           | 15.900 | Q     |
| 4    | Ryohei Kato              | 15.833 | Q     |
| 5    | Kōhei Uchimura           | 15.800 | —     |
| 6    | Rayderley Zapata Santana | 15.566 | Q     |
| 7    | Eleftherios Kosmidis     | 15.533 | Q     |
| 8    | Kim Hansol               | 15.500 | Q     |
| 9    | Jacob Dalton             | 15.466 | Q     |
| 10   | Deng Shudi               | 15.466 | R1    |
| 11   | Daniel Purvis            | 15.433 | R2    |
| 12   | Cheng Ran                | 15.433 | R3    |

## Classifica
| Rank    | Gymnast              | D Score | E Score | Pen.  | Total  |
| ------- | -------------------- | ------- | ------- | ----- | ------ |
| Oro     | Denis Abljazin       | 7.100   | 8.650   | —     | 15.750 |
| Argento | Kenzō Shirai         | 7.400   | 8.433   | 0.100 | 15.733 |
| Bronzo  | Diego Hypólito       | 7.000   | 8.700   | —     | 15.700 |
| 4       | Jacob Dalton         | 6.700   | 8.900   | —     | 15.600 |
| 5       | Kim Han-sol          | 6.500   | 9.000   | —     | 15.500 |
| 6       | Ryohei Kato          | 7.100   | 8.366   | —     | 15.466 |
| 7       | Eleftherios Kosmidis | 6.600   | 8.550   | 0.100 | 15.050 |
| 8       | Rayderley Zapata     | 6.600   | 7.300   | —     | 13.900 |